# Justyna Patalas-Maliszewska
Justyna Elżbieta Patalas-Maliszewska (ur. 6 listopada 1979 w Zielonej Górze) – polska profesor nauk inżynieryjno-technicznych, specjalistka w zakresie nauk o zarządzaniu, wykładowczyni Uniwersytetu Zielonogórskiego.

## Życiorys
W 2003 ukończyła studia na kierunku zarządzanie i marketing, specjalność informatyka w zarządzaniu, na Uniwersytecie Zielonogórskim, otrzymując tytuł magistra inżyniera. W 2006 doktoryzowała się z wyróżnieniem na Politechnice Warszawskiej na podstawie napisanej pod kierunkiem Tadeusza Krupy dysertacji Modelowanie i ocena efektywności wdrożenia systemów ERP w małych i średnich przedsiębiorstwach za pomocą metody GMDH. W 2013 habilitowała się na Brandenburskim Uniwersytecie Technicznym w Chociebużu w dyscyplinie informatyka, specjalność e-biznes, przedstawiwszy dzieło Knowledge Worker Management: Value Assessment, Methods, and Application Tools. W 2023 otrzymała tytuł profesora nauk inżynieryjno-technicznych.
Od 2003 związana zawodowo z Uniwersytetem Zielonogórskim. W latach 2003–2008 pracowała na stanowisku samodzielnego analityka w Centrum Przedsiębiorczości i Transferu Technologii UZ. W 2005 rozpoczęła pracę w Instytucie Informatyki i Zarządzania Produkcją na Wydziale Mechanicznym UZ. Od 2014 profesor nadzwyczajna, a od 2019 profesor uczelni. Pełniła funkcje między innymi: dyrektorki Instytutu Inżynierii Mechanicznej (2020–2023), prodziekanki ds. nauki Wydziału Mechanicznego UZ (2013–2016, 2017–2020), prorektorki UZ ds.współpracy z gospodarką (od 2024).
Odbyła staż naukowy na Brandenburskim Uniwersytecie Technicznym w Chociebużu (2008/2009). W latach 2009–2012 pracowała na Uniwersytecie Technicznym w Wiedniu. W 2014 rozpoczęła pracę także w Państwowej Akademii Nauk Stosowanych w Nysie.
Poza uczelnią pełniła funkcje między innymi: członkini Komitetu Inżynierii Produkcji Polskiej Akademii Nauk (kadencje 2020–2023, 2024–2027), prezeski (2021–2023), a następnie wiceprezeski Polskiego Towarzystwa Zarządzania Innowacjami.
Jej zainteresowania badawczo-naukowe obejmują takie zagadnienia jak: modelowanie procesów wspomagania podejmowania decyzji w inżynierii produkcji; zrównoważona produkcja; projektowanie rozwiązań informatycznych dla przedsiębiorstw zgodnych z koncepcją Industry 4.0; ocena efektywności zastosowania narzędzi wspomagających informacyjnie funkcjonowanie przedsiębiorstw produkcyjnych.
W 2023 odznaczona Medalem Komisji Edukacji Narodowej.